# Alpine F1
Alpine Racing Limited, tävlar som BWT Alpine F1 Team, är ett brittiskbaserat franskt formel 1-stall som debuterade i Formel 1 till 2021 års säsong. De är en direkt efterföljare till Renault F1 och namnet Alpine är från bilmärket Alpine, som ägs av just Renault F1:s ägare Renault. Eftersom bilmärket är ett dotterbolag till Renault så kommer Alpine F1 fortfarande vara klassificerat som ett fabriksstall i Formel 1.

## Historik

### F1-säsonger
| Säsong | Tävlingsnamn       | Bil         | Motor   | Däck | Poäng | VM-plac. | Nr. | Förare 1        | Nr. | Förare 2     | Nr. | Förare 3         |
| ------ | ------------------ | ----------- | ------- | ---- | ----- | -------- | --- | --------------- | --- | ------------ | --- | ---------------- |
| 2021   | Alpine F1 Team     | Alpine A521 | Renault | P    | 155   | 5:a      | 14. | Fernando Alonso | 31. | Esteban Ocon |     |                  |
| 2022   | Alpine F1 Team     | Alpine A522 | Renault | P    | 173   | 4:a      | 14. | Fernando Alonso | 31. | Esteban Ocon |     |                  |
| 2023   | BWT Alpine F1 Team | Alpine A523 | Renault | P    | 120   | 6:a      | 10. | Pierre Gasly    | 31. | Esteban Ocon |     |                  |
| 2024   | BWT Alpine F1 Team | Alpine      | Renault | P    | 65    | 6:a      | 10. | Pierre Gasly    | 31. | Esteban Ocon | 61. | Jack Doohan      |
| 2025   | BWT Alpine F1 Team | Alpine      | Renault | P    | 19    | 10:a     | 10. | Pierre Gasly    | 7.  | Jack Doohan  | 43. | Franco Colapinto |

| 1. Ungern 2021 |

|  |

|  |

## Organisation
Ett urval av de ledande positionerna inom stallet.
| Position                                            |                | Namn            |
| --------------------------------------------------- | -------------- | --------------- |
| Ledande rådgivare till ägaren Renault och stallchef | Italien        | Flavio Briatore |
| VD                                                  | Frankrike      | Philippe Krief  |
| Enstone (stallet)                                   |                |                 |
| Sportdirektör                                       | Storbritannien | Julian Rouse    |
| Teknisk direktör                                    | Frankrike      | David Sanchez   |
| Chef för raceteamet                                 | Storbritannien | Rob Cherry      |
| Raceingenjör (Doohan)                               | Storbritannien | Josh Peckett    |
| Raceingenjör (Gasly)                                | Storbritannien | John Howard     |
| Viry-Châtillon (motor)                              |                |                 |
| Exekutiv chef                                       | Frankrike      | Bruno Famin     |
| Teknisk direktör                                    | Frankrike      | Éric Meignan    |